# 張璧光
張璧光（15世紀—16世紀），字純卿，廣東廣州府新會縣凌涌人，明朝政治人物。

## 生平
張璧光曾跟隨陳獻章學習，是弘治十七年（1504年）甲子科廣東鄉試舉人，授慈谿知縣，設立保甲禁止溺女陋習，救活甚眾，調懷集知縣，修理城池橋梁並省去費用寬免人民，縣民感恩戴德，辭官回鄉，八十一歲時去世。

## 引用
1. 1 2  道光《新會縣志·卷八·人物上》：張璧光，字純卿，凌涌人，嘗從陳獻章遊，宏治十七年舉人，母黃氏年至九十二，每食必親供，自少至老無怠容，初知慈溪縣，俗故多溺女，璧光立保甲嚴禁之，所活甚眾，再知懷集縣，城池橋梁以次修理，省費寬民，民德之，暨歸，年八十一卒。 王志
2. ↑  民國《慈谿縣志·卷二十三·名宦傳》：張璧光，字純卿，新會人，嘗從陳獻章遊，領宏治甲子鄉薦，初任慈谿知縣，俗故多淹溺女，璧光立保甲嚴禁之，所活甚夥，尋改廣西懷集縣。 《廣東通志》